# 東京比例代表區
東京比例代表區，是日本眾議院11個比例代表制選區之一。該選舉區設立於1994年。該選舉區設立於1994年，1996年選舉時選出19名議員，2000年後調整為17名議員，2022年12月28日經總務省公佈調整為19位，較之前增加2位。

## 地區
- 東京都，而不是列入關東比例代表區

## 選出議員
| 選舉屆數 | 第41屆                                | 第42屆                  | 第43屆                  | 第44屆                    | 第45屆                    | 第46屆                    | 第47屆                                      | 第48屆                                          | 第49屆                                          | 第50屆                    |
| 選舉年   | 1996年                                | 2000年                  | 2003年                  | 2005年                    | 2009年                    | 2012年                    | 2014年                                      | 2017年                                          | 2021年                                          | 2024年                    |
| -------- | ------------------------------------- | ----------------------- | ----------------------- | ------------------------- | ------------------------- | ------------------------- | ------------------------------------------- | ----------------------------------------------- | ----------------------------------------------- | ------------------------- |
| #1       | 深谷隆司 （自由民主党）               | 岩國哲人 （民主党）     | 阿久津幸彥 （民主党）   | 猪口邦子 （自由民主党）   | 早川久美子 （民主党）     | 小田原潔 （自由民主党）   | 秋元司 （自由民主党）                       | 越智隆雄 （自由民主党）                         | 高木啟 （自由民主党）                           | 安藤高夫 （自由民主黨）   |
| #2       | 城島正光 （新進党）                   | 松島綠 （自由民主党）   | 八代英太 （自由民主党） | 末松義規 （民主党）       | 鴨下一郎 （自由民主党）   | 石原慎太郎 （日本維新会） | 長島昭久 （民主党）                         | 手塚仁雄 （立憲民主党）                         | 伊藤俊輔 （立憲民主党）                         | 鈴木庸介 （立憲民主党）   |
| #3       | 石毛鍈子 （民主党）                   | 城島正光 （民主党）     | 藤田幸久 （民主党）     | 土屋正忠 （自由民主党）   | 竹田光明 （民主党）       | 海江田万里 （民主党）     | 松本文明 （自由民主党）                     | 松原仁 （希望之党）                             | 松本洋平 （自由民主党）                         | 圓由利子 （国民民主党）   |
| #4       | 不破哲三 （日本共產党）               | 不破哲三 （日本共產党） | 鳩山邦夫 （自由民主党） | 加藤公一 （民主党）       | 石毛鍈子 （民主党）       | 秋元司 （自由民主党）     | 笠井亮 （日本共產党）                       | 山田美樹 （自由民主党）                         | 阿部司 （日本維新会）                           | 伊藤達也 （自由民主党）   |
| #5       | 鯨岡兵輔 （自由民主党）               | 東祥三 （自由党）       | 高木陽介 （公明党）     | 愛知和男 （自由民主党）   | 平将明 （自由民主党）     | 大熊利昭 （眾人之党）     | 落合貴之 （維新党）                         | 末松義規 （立憲民主党）                         | 高木陽介 （公明党）                             | 松下玲子 （立憲民主党）   |
| #6       | 東祥三 （新進党）                     | 太田昭宏 （公明党）     | 井上和雄 （民主党）     | 高木陽介 （公明党）       | 高木陽介 （公明党）       | 高木陽介 （公明党）       | 高木陽介 （公明党）                         | 高木陽介 （公明党）                             | 笠井亮 （日本共產黨）                           | 河西宏一 （公明党）       |
| #7       | 山花貞夫 （民主党）→澁谷修 （民主党） | 鳩山邦夫 （自由民主党） | 伊藤達也 （自由民主党） | 安井潤一郎 （自由民主党） | 小林興起 （民主党）       | 今村洋史 （日本維新会）   | 鈴木隼人 （自由民主党）                     | 笠井亮 （日本共產党）                           | 越智隆雄 （自由民主党）                         | 阿部司 （日本維新會）     |
| #8       | 高橋一郎 （自由民主党）               | 鮫島宗明 （民主党）     | 鮫島宗明 （民主党）     | 小宮山洋子 （民主党）     | 笠井亮 （日本共產党）     | 松本文明 （自由民主党）   | 松原仁 （民主党）                           | 小田原潔 （自由民主党）                         | 鈴木庸介 （立憲民主党）                         | 田村智子 （日本共産党）   |
| #9       | 佐佐木陸海 （日本共產党）             | 井上和雄 （民主党）     | 山口富男 （日本共產党） | 笠井亮 （日本共產党）     | 与謝野馨 （自由民主党）   | 松原仁 （民主党）         | 前川惠 （自由民主党）                       | 柿澤未途 （希望之党）                           | 若宮健嗣 （自由民主党）                         | 松本洋平 （自由民主党）   |
| #10      | 遠藤乙彦 （新進党）                   | 山口富男 （日本共產党） | 与謝野馨 （自由民主党） | 若宮健嗣 （自由民主党）   | 吉田公一 （民主党）       | 笠井亮 （日本共產党）     | 宮本徹 （日本共產党）                       | 初鹿明博 （立憲民主党）→松尾明弘 （立憲民主党） | 海江田万里 （立憲民主党）                       | 森洋介 （國民民主党）     |
| #11      | 海江田万里 （民主党）                 | 鈴木淑夫 （自由党）     | 島田久 （民主党）       | 長島昭久 （民主党）       | 川島智太郎 （民主党）     | 青木愛 （日本未来党）     | 初鹿明博 （維新党）                         | 松本文明 （自由民主党）                         | 小野泰輔 （日本維新会）                         | 櫛渕万里 （令和新選組）   |
| #12      | 小澤潔 （自由民主党）                 | 保坂展人 （社会民主党） | 高木美智代 （公明党）   | 大塚拓 （自由民主党）     | 小池百合子 （自由民主党） | 山田宏 （日本維新会）     | 若狭勝 （自由民主党）→田畑毅 （自由民主党） | 安藤高夫 （自由民主党）                         | 長島昭久 （自由民主党）                         | 有田芳生 （立憲民主党）   |
| #13      | 太田昭宏 （新進党）                   | 伊藤達也 （自由民主党） | 中津川博鄉 （民主党）   | 高木美智代 （公明党）     | 柿澤未途 （眾人之党）     | 赤枝恒雄 （自由民主党）   | 高木美智代 （公明党）                       | 山花郁夫 （立憲民主党）                         | 山本太郎 （令和新選組）→櫛淵万里 （令和新選組） | 大空幸星 （自由民主党）   |
| #14      | 中島武敏 （日本共產党）               | 高木陽介 （公明党）     | 鴨下一郎 （自由民主党） | 長妻昭 （民主党）         | 中津川博鄉 （民主党）     | 三谷英弘 （眾人之党）     | 菅直人 （民主党）                           | 伊藤俊輔 （希望之党）                           | 河西宏一 （公明党）                             | 阿部祐美子 （立憲民主党） |
| #15      | 藤田幸久 （民主党）                   | 石毛鍈子 （民主党）     | 石毛鍈子 （民主党）     | 清水清一朗 （自由民主党） | 高木美智代 （公明党）     | 菅直人 （民主党）         | 赤枝恒雄 （自由民主党）                     | 高木美智代 （公明党）                           | 宮本徹 （日本共產党）                           | 鳩山紀一郎 （國民民主黨） |
| #16      | 保坂展人 （社会民主党）               | 高橋一郎 （自由民主党） | 小杉隆 （自由民主党）   | 松原仁 （民主党）         | 渡邊浩一郎 （民主党）     | 高木美智代 （公明党）     | 池内沙織 （日本共產党）                     | 宮本徹 （日本共產党）                           | 石原宏高 （自由民主党）                         | 長島昭久 （自由民主党）   |
| #17      | 越智通雄 （自由民主党）               | 中津川博鄉 （民主党）   | 宇佐美登 （民主党）     | 保坂展人 （社会民主党）   | 菅原一秀 （自由民主党）   | 田畑毅 （自由民主党）     | 木内孝胤 （維新党）                         | 高木啟 （自由民主党）                           | 大河原雅子 （立憲民主党）                       | 大森江里子 （公明党）     |
| #18      | 石井啟一 （新進黨）                   |                         |                         |                           |                           |                           |                                             |                                                 |                                                 | 柴田勝之 （立憲民主党）   |
| #19      | 石井紘基 （民主党）                   | 猪口幸子 （日本維新會） |                         |                           |                           |                           |                                             |                                                 |                                                 |                           |

## 相關項目
- 比例代表制
- 日本眾議院比例代表制選區列表